# Highland (Washington)
Highland é uma Região censo-designada localizada no estado norte-americano de Washington, no Condado de Benton.

## Demografia
Segundo o censo norte-americano de 2000, a sua população era de 3388 habitantes.

## Geografia
De acordo com o United States Census Bureau tem uma área de 71,5 quilômetros quadrados, dos quais 71,5 quilômetros quadrados cobertos por terra e 0,0 quilômetros quadrados cobertos por água.

## Localidades na vizinhança
O diagrama seguinte representa as localidades num raio de 12 quilômetros ao redor de Highland.